# Pułki rakietowe Strategicznych Wojsk Rakietowych Rosji
Pułki rakietowe Strategicznych Wojsk Rakietowych Rosji – oddział wojskowy; zasadniczy moduł organizacyjny Strategicznych Wojsk Rakietowych Rosji.

## Struktura organizacyjna
W składzie każdego pułku znajdowało się stanowisko dowodzenia, wyrzutnie startowe oraz elementy wsparcia i zabezpieczenia. 
Dokładna struktura oraz liczba wyrzutni uzalezniona była od typu stosowanych rakiet. W latach 1991–2008 pułki wyposażone w stacjonarne zestawy strategiczne rakiet balistycznych typu: UR-100, RT-2R, MR-UR-100, UR-100 oraz RT-23UTTH posiadały 10 wyrzutni (silosów startowych). Pułki rakietowe uzbrojone w lekkie i średnie stacjonarne zestawy rakietowe posiadały łącznie 40–110 silosów startowych. Pułki uzbrojone w stacjonarne zestawy ciężkich rakiet balistycznych typu R-36, R-36M dysponowały sześcioma silosami startowymi. Było to około 5–10 pułków rakietowych, łącznie około 30–64 wyrzutni. W system dyżurowania bojowego znajdowały się też kolejowe pułki rakietowe uzbrojone w zestawy 19P961 z rakietami RT-23UTTH, a na swoim wyposażeniu posiadały trzy wyrzutnie. W strukturze dywizji SWR z mobilnymi zestawami rakiet balistycznych RT-12M pozostawało 3-5 pułków rakietowych, w każdym 9–10 wyrzutni. 

## Pułki rakietowe SWR
| Lista pułków czynnych w 2011                | Lista pułków czynnych w 2011 |
| Nazwa pułku                                 | Podległość                   |
| ------------------------------------------- | ---------------------------- |
| 31 pułk rakietowy                           | 60 Dywizja Rakietowa         |
| 41 pułk rakietowy                           | 7 Dywizja Rakietowa          |
| 74 Briański pułk rakietowy                  | 28 Dywizja Rakietowa         |
| 76 Kirowski pułk rakietowy                  | 8 Dywizja Rakietowa          |
| 86 pułk rakietowy                           | 60 Dywizja Rakietowa         |
| 92 pułk rakietowy                           | 29 Dywizja Rakietowa         |
| 104 Saratowski pułk rakietowy               | 60 Dywizja Rakietowa         |
| 122 pułk rakietowy                          | 60 Dywizja Rakietowa         |
| 142 Gwardyjski Rosławlski pułk rakietowy    | 42 Dywizja Rakietowa         |
| 165 pułk rakietowy                          | 60 Dywizja Rakietowa         |
| 168 Kałuski pułk rakietowy                  | 28 Dywizja Rakietowa         |
| 175 pułk rakietowy                          | 13 Dywizja Rakietowa         |
| 203 pułk rakietowy                          | 60 Dywizja Rakietowa         |
| 206 pułk rakietowy                          | 13 Dywizja Rakietowa         |
| 229 Użurski pułk rakietowy                  | 62 Dywizja Rakietowa         |
| 235 Iwanowski pułk rakietowy                | 54 Dywizja Rakietowa         |
| 269 pułk rakietowy im. 60 lecia ZSRR        | 62 Dywizja Rakietowa         |
| 271 pułk rakietowy                          | 60 Dywizja Rakietowa         |
| 285 pułk rakietowy                          | 54 Dywizja Rakietowa         |
| 290 pułk rakietowy                          | 14 Dywizja Rakietowa         |
| 302 pułk rakietowy                          | 62 Dywizja Rakietowa         |
| 304 Gwardyjski pułk rakietowy               | 8 Dywizja Rakietowa          |
| 307 gwardyjski Kołobrzeski pułk rakietowy   | 35 Dywizja Rakietowa         |
| 321 pułk rakietowy                          | 54 Dywizja Rakietowa         |
| 344 pułk rakietowy                          | 29 Dywizja Rakietowa         |
| 357 pułk rakietowy                          | 39 Dywizja Rakietowa         |
| 368 pułk rakietowy                          | 13 Dywizja Rakietowa         |
| 373 pułk rakietowy                          | 28 Dywizja Rakietowa         |
| 382 pułk rakietowy                          | 39 Dywizja Rakietowa         |
| 428 Gwardyjski Zwienogrodzki pułk rakietowy | 39 Dywizja Rakietowa         |
| 433 Gwardyjski pułk rakietowy               | 42 Dywizja Rakietowa         |
| 479 Pomorski pułk rakietowy                 | 35 Dywizja Rakietowa         |
| 480 Drezdeński pułk rakietowy               | 35 Dywizja Rakietowa         |
| 494 pułk rakietowy                          | 13 Dywizja Rakietowa         |
| 510 Twerski pułk rakietowy                  | 7 Dywizja Rakietowa          |
| 586 Gwardyjski Świrski pułk rakietowy       | 29 Dywizja Rakietowa         |
| 621 pułk rakietowy                          | 13 Dywizja Rakietowa         |
| 626 pułk rakietowy                          | 60 Dywizja Rakietowa         |
| 649 pułk rakietowy                          | 60 Dywizja Rakietowa         |
| 687 pułk rakietowy                          | 60 Dywizja Rakietowa         |
| 697 Twerski pułk rakietowy                  | 14 Dywizja Rakietowa         |
| 735 pułk rakietowy                          | 62 Dywizja Rakietowa         |
| 767 pułk rakietowy                          | 13 Dywizja Rakietowa         |
| 773 pułk rakietowy                          | 39 Dywizja Rakietowa         |
| 776 Saratowski pułk rakietowy               | 8 Dywizja Rakietowa          |
| 779 pułk rakietowy                          | 14 Dywizja Rakietowa         |
| 804 pułk rakietowy                          | 42 Dywizja Rakietowa         |
| 867 Gwardyjski Połocki pułk rakietowy       | 35 Dywizja Rakietowa         |